# فرودگاه ریکایف
فرودگاه ریکایف (به انگلیسی: Recife Airport) (به زبان بومی: Aeroporto Internacional do Recife/Guararapes-Gilberto Freyre) یک فرودگاه همگانی و نظامی مسافربری با کد یاتا REC است که یک باند فرود آسفالت دارد و طول باند آن ۳۳۱۵ متر است. این فرودگاه در شهر ریسف کشور برزیل قرار دارد و در ارتفاع ۱۰ متری از سطح دریا واقع شده‌است.

## شرکت‌های هواپیمایی و مقصدهای پروازی
| شرکت‌های هواپیمایی     | مقصدهای پروازی |
| --------------------- | --- |
| اویانکا برزیل         | برازیلیا، پترولینا، سلگدو فیلهو، ریو دوژانیرو گالیائو، دپوتادو لوئیس ادواردو مگاهاس، سائو پائولو گوارولوس |
| آزول برزیلین ایرلاینز | Aracati، سانتا ماریا، ول د کائس، تانکردو نوس، کمپینا گرند، ویراکوپوس-کامپیناس، آفونسو پنا، فرناندو دی نوروها، پینتو مارتینز، سانتا جنووا، ایله‌وس یرگ امادو، پرزیدانت کاسترو پینتو، خوازیرو دو نورته، زومی دوس پالمیراس، ادواردو گومز، گریتر نیتل، اورلاندو، فرودگاه، فرودگاه، سلگدو فیلهو، پورتو سگورو، پورتو وییو، Presidente Prudente، لایت لوپژ، ریو دوژانیرو گالیائو، سالوادور، باهیا، سانتاری، پارا، São José do Rio Preto، سائو پائولو گوارولوس، کونگونیاس-سائو پائولو، مارشال کونیا ماچادو، ترسینا، اوبرلانجه |
| کوندور فلوگدینست      | فرانکفورت، مونیخ (آغاز از ۷ نوامبر ۲۰۱۷) |
| کوپا ایرلاینز         | توکومن |
| گول ایر ترنسپورت      | برازیلیا، مینیسترو پیستارینی، فرناندو دی نوروها, فورتالزا، کراسکو، ریو دوژانیرو گالیائو، سائو پائولو گوارولوس، کونگونیاس-سائو پائولو |
| تام ایرلاینز          | بلو هوریزونته، برازیلیا، مینیسترو پیستارینی، فورتالزا، میامی، پورتو آلگری، ریو دوژانیرو گالیائو، سائو پائولو گوارولوس |
| مریدیانا              | میلانو مالپنسا |
| تی‌ای‌سی‌وی              | پرائیا |
| تاپ پرتغال            | لیسبون پورتلا |